# Ifb – Institut zur Fortbildung von Betriebsräten
ifb – Institut zur Fortbildung von Betriebsräten ist eine Bildungseinrichtung in Deutschland zur Weiterbildung von Personen aus Betriebsrat, Schwerbehindertenvertretung und Jugend- und Auszubildendenvertretung.

## Geschichte
Das ifb wurde 1988 von Hans Schneider (Johann Martin Schneider, geb. 1959 oder 1960) in München gegründet. 1990 hatte das ifb drei Mitarbeitende, die 1991 für etwa 1.000 Teilnehmende Seminare organisierten. 1994 zog das Unternehmen von München nach Murnau am Staffelsee. Das ifb verfügt seit 1995 über eine Versandbuchhandlung namens ifb medien. 2000 nahmen über 10.000 Personen an ifb-Seminaren teil; 2003 waren es über 20.000. Das Unternehmen zog 2005 in ein eigens errichtetes Gebäude in Seehausen am Staffelsee. Ab 2005 wurde die Zeitschrift Der Betriebsrat herausgegeben. Seit 2006 gibt der ifb Verlag Der Betriebsrat eine ständig aktualisierte „Gesetzessammlung für die Betriebliche Praxis“ heraus.

## Unternehmen
In den Seminaren werden unter anderem folgende Themen behandelt: Betriebsverfassung, Arbeitsrecht, Arbeitsschutz, Betrieblicher Gesundheitsschutz, Kommunikation, Betriebswirtschaft, Öffentlichkeitsarbeit, Rhetorik, Verhandlungsführung, Gesprächsführung, Persönlichkeitsentwicklung, Konfliktmanagement, Organisationspsychologie, Führung, Datenschutz, Digitalisierung, Rentenrecht, Sozialrecht, Betriebliches Eingliederungsmanagement, Stressmanagement, Suchthilfe, Suchtprävention, Mobbing, Mediation und Veränderungsmanagement.
Unter den Referenten sind unter anderem Richter aller Gerichtsbarkeiten, Fachanwälte für Arbeitsrecht, Wirtschaftswissenschaftler, Ärzte, Psychologen, EDV-Spezialisten sowie Rhetorik- und Kommunikationstrainer.
Die Seminare wenden sich an Mitglieder von Betriebsräten, Gesamtbetriebsräten, Konzernbetriebsräten und Europäischen Betriebsräten, Mitglieder von Wirtschaftsausschüssen, Schwerbehindertenvertretungen und Jugend- und Auszubildendenvertretungen sowie Betriebsratsvorsitzende und ihre Stellvertreter.